# Karl-Johan Lips
Karl-Johan Lips (Viimsi, 20 luglio 1996) è un cestista estone.